# 안영배
안영배(安榮培, 1962년 8월 17일 ~ , 서울)은 대한민국의 사회기관단체인이다.

## 학력
- 오산고등학교 졸업
- 서울시립대학교 도시행정학 학사

## 경력
- 한국기자협회 편집부 부장[2]
- 2001년 2월 ~ 2003년 : 미디어오늘 편집국장, 기획조정실장
- 2003년 ~ 2003년 : 대통령비서실 행정관
- 2003년 : 대통령비서실 홍보수석실 국정홍보비서관 겸 부대변인
- 2004년 : 대통령비서실 홍보수석실 국내언론비서관
- 2006년 3월 ~ 2008년 : 국정홍보처 차장
- 2010년 8월  ~ 2013년 : 사람사는세상 노무현재단 사무처장
- 2016년 ~ 2018년 5월 : 한국미래발전연구원 부원장
- 2018년 5월 ~ 2022년 5월: 제25대 한국관광공사 사장

## 논란

### 낙하산 인사 논란
2018년 5월 17일 문화체육관광부는 한국관광공사 사장으로 안영배를 임명했으나 문제는 관광분야가 전무하지만 친노, 친문 인사이며 19대 대선때 문재인 대선캠프때 활동한 경력을 들어 낙하산 인사 아니냐는 지적이 나오고 있다.